# TED
TED (абревиатура от английски: Technology Entertainment and Design – „Технология, развлечение, дизайн“) е световна поредица от конференции, организирани от частна фондация с нестопанска цел, създадена, за да популяризира „идеи, ценни за разпространяване“.
Конференцията е основана през 1984 г. Провежда се ежегодно в Монтерей, Калифорния от 1990 г.
До голяма степен първоначалният акцент на TED бил технология и дизайн, съобразен със Силициевата долина, като център на тежестта. Сега събитията се провеждат в Лонг Бийч и Палм Спрингс в САЩ и в Европа и Азия, и предлагат разговорите на живо. Те се отнасят до все по-широк кръг от теми, в рамките на изследвания и практика на науката и културата. На лекторите са дадени максимум 18 минути, за да представят своите идеи по най-новаторския и ангажиращ начин по който могат. Минали водещи включват: Бил Клинтън, Джейн Гудол, Малкълм Гладуел, Ал Гор, Гордън Браун, Ричард Докинс, Бил Гейтс, Салман Хан, Джил Болти Тейлър, основателите на Google Лари Пейдж и Сергей Брин, както и много нобелови лауреати. Настоящият уредник на TED е британския компютърен, бивш журналист и издател на списание, Крис Андерсън.
От 2005 г. до 2009 г. бяха връчени три награди TED на стойност $100 000, за да помогнат на своите победители да реализират избрано желание да промени света. От 2010 г. е променен процесът на избор, само един победител е избран, за да се гарантира, че TED увеличава максимално своите усилия за постигането на желанието на победителя. Всеки победител разкрива желанието си на главната годишна конференция.
От юни 2006 г. лекциите са предлагани за безплатно гледане онлайн под лиценза на Creative Commons чрез TED.com. Към ноември 2011 г. над 1050 лекции са достъпни безплатно онлайн. До януари 2009 г. те са гледани 50 милиона пъти. През юни 2011 г. гледаемостта възлиза на повече от 500 милиона, отразяващи все по-нарастващата световна аудитория.

## Предистория
Формулирането на мисията на TED започва така:
Ние страстно вярваме в силата на идеите, за промяна на нагласите, животът и в крайна сметка, светът. Така ние строим тук прозрачна къща, която предлага безплатни знания и вдъхновение от най-вдъхновените мислители в света, а също и една общност от любопитни души, ангажирани с идеи и с грижа за другите.
Персоналът на TED е със седалище в Ню Йорк и Ванкувър. Конференцията се провеждаше в Монтерей, Калифорния до 2009. Именно тогава се премества в Лонг Бийч, Калифорния, поради значително увеличение на присъстващите.
TED е основана от Ричард Саул Уърман и Хари Маркс през 1984 г. и се провежда ежегодно от 1990 г. насам. Уърман, кредитиран с въвеждането на термина информационен архитект през 1979 г., напуска след конференцията от 2002; сега домакин на събитието е Крис Андерсън и собственост на неговата организация с нестопанска цел, The Sapling Foundation, посветена на „насърчаването силата на идеите за промяна на света“. През 2006 г. едно участие струва $ 4400 и е само с покани. През януари 2007 г. е променен моделът за членство като е приета годишна такса за членство от $ 6000, която включва участие на конференция, клубна поща, мрежови инструменти и DVD-та на конференциите.
От юни 2006 г. лекциите на TED са достъпни онлайн на интернет страниците на TED, YouTube и iTunes, а от края на 2009 г. има безплатни приложения за IOS (iPhone, IPAD), Android, WebOS и Windows Phone 7. През 2009 г. интернет страницата на TED печели наградата за най-добро използване на видео или движещо се изображение на 13-те годишни награди „Webby“.
Лекциите на TED се транскрибират и превеждат на редица езици, като част от проекта на TED за „отворен превод“, чиято цел е да „достигне 4,5 млрд. души на планетата, които не говорят английски“, според домакина Крис Андерсън. По време на старта над 300 преводи са направени от доброволци преводачи на над 40 езика.
TED 2011, „Преоткриване на чудото“, се провежда в Лонг Бийч, Калифорния, от 28 февруари до 4 март 2011. Конференцията TED има паралелна конференция, TEDGlobal, провеждана във Великобритания всяко лято. 2009 TEDGlobal, „Съставът на неща, които не се виждат“, се провежда в Оксфорд, Великобритания между 21 и 24 юли 2009. Темата на TEDGlobal (отново в Оксфорд) през 2010 г. е „И сега добрата новина“; през 2011 г. конференцията се мести в нов дом в Единбург, и се провежда от 12 до 15 юли с тема „Нещата от живота“..

## TEDGlobal
През 2005 г. под надзора на Андерсън се добавя по-международно ориентирана конференция под името TEDGlobal. Тя е провеждана в хронологичен ред: в Оксфорд, Великобритания (2005), в Аруша, Танзания (2007 г., озаглавена „TEDAfrica“), отново в Оксфорд (2009 г. и 2010 г.) и в Единбург, Шотландия (2011 г., 2012 г. и 2013 г.). През 2014 г. е проведена в Рио де Жанейро, Бразилия. Освен това е имало TED India, в Мисор (2009).
Европейският директор на TED (и уредник на TEDGlobal) е роденият в Швейцария Бруно Джузани.

## TED Prize
The TED Prize (Наградата на TED) е въведена през 2005 г. До 2010 г. тя ежегодно отпуска три индивидуални награди от 100 000 долара и „желание да променя света“. Всеки победител разкрива желанието си в основната годишна конференция. От 2010 г. в променената процедура за подбор, се избира един победител да гарантира, че TED може да положи максимални усилия в постигането на желанието на победителя. През 2012 г. наградата не се присъжда на дадено лице, а в концепция свързана с настоящото глобално явление за повишаване на урбанизацията. През 2013 г. размерът на наградата се увеличава до 1 милион долара.
Победителите от TED Prize през изминалите години:
| 2005             | 2006            | 2007             | 2008            | 2009               | 2010          | 2011 | 2012     | 2013         | 2014        | 2015       | 2016        | 2017          |
| ---------------- | --------------- | ---------------- | --------------- | ------------------ | ------------- | ---- | -------- | ------------ | ----------- | ---------- | ----------- | ------------- |
| Боно             | Лари Брилиант   | Бил Клинтън      | Нийл Турок      | Силвия Ърл         | Джейми Оливър | JR   | City 2.0 | Сугата Митра | Чармиан Гуч | Дейвид Иси | Сара Паркак | Радж Панджаби |
| Едуард Буртински | Jehane Noujaim  | Едуард О. Уилсън | Дейв Егърс      | Джил Тартър        | Джейми Оливър | JR   | City 2.0 | Сугата Митра | Чармиан Гуч | Дейвид Иси | Сара Паркак | Радж Панджаби |
| Робърт Фишъл     | Камерън Синклер | Джеймс Натуей    | Карън Армстронг | Хосе Антонио Абреу | Джейми Оливър | JR   | City 2.0 | Сугата Митра | Чармиан Гуч | Дейвид Иси | Сара Паркак | Радж Панджаби |

TED Conference поръчва на художника Том Шанън да създаде наградна скулптура, която да бъде раздавана на всички победители от TED Prize. Скулптурата се състои от алуминиева сфера с осем инчов диаметър, с магнитен левитиращ над орех диск.

## TEDx
TEDx са независими TED-подобни събития, които могат да бъдат организирани от всеки, който е получил безплатен лиценз от TED, съгласявайки се да следва определени принципи. TEDx събития са с нестопанска цел, но могат да използват входна такса или търговско спонсорство за покриване на разходите. По подобен начин, презентаторите не са платени. Участниците също така трябва да се откажат от авторските права на техните материали, които TED могат да редактират и разпространяват под лиценз Криейтив комънс.
Към януари 2014 г. библиотеката на TEDx съдържа около 30 000 филми и презентации от над 130 страни. През март 2013 г. осем TEDx събития биват организирани всеки ден, в сравнение с петте през юни 2012 г., в 133 страни. TEDx презентации също включват изпълнения на живо, които са каталогизирани в TEDx Music Project.
През 2011 г. TED открива нова програма, наречена „TEDx в кутия“, която позволява на хората в развиващите се страни да организират TEDx събития. TEDx също се разширява, включвайки TEDxYouth събития, TEDx корпоративни мероприятия и TEDxWomen.
През 2014 г. TEDxUniversityofSanCarlos, първото независимо организирано TED в Visayas района на Филипините, поставя рекорд за организиране пет TEDx събития в период от 6 месеца.
TEDxYouth
TEDxYouth са независими програми, създадени за студенти, най-общо между 7 – 12 клас. Тези събития обикновено имат хората по-близо до възрастта на учениците, а понякога показват TED Talks. Някои от тези събития включват:
- TEDxYouth@Austin
- TEDxYouth@Barcelona
- TEDxYouth@Brabantlaan
- TEDxYouth@ColumbiaSC
- TEDxYouth@Caltech
- TEDxYouth@JIS (Jakarta)
- TEDxYouth@SaratogaSprings (NY)
- TEDxYouth@TheBeltline (Atlanta)

## TEDMED
TEDMED е ежегодна конференция, фокусирана върху здравето и медицината. Тя е независимо събитие, работещо с лиценз на неправителствената конференцията TED.
TEDMED първоначално е основан през 1998 г. от основателя на TED Рики Урман и след години на бездействие. През 2008 г. Урман продава TEDMED на предприемача Марк Ходъш, който го пресъздава и подновява. Първото събитие под собствеността на Ходъш се провежда в Сан Диего през октомври 2009 г. През януари 2010 г. TED.com започва да включва видеоклипове на TEDMED разговори на уебсайта TED.
Второто издание, собственост на Ходъш, на TEDMED се провежда през октомври 2010 г., също в Сан Диего. За втора поредна година е разпродадено и са привлечени значими здравни лидери и холивудски знаменитости.
През 2011 г. Джей Уокър и група от мениджъри и инвеститори закупува TEDMED от Ходъш за 16 милиона долара, с бъдещи допълнителни плащания на стойност 9 милиона долара. След това конференцията бива преместена във Вашингтон, окръг Колумбия.

## Други програми
- TED Books – оригинални книги от TED. Подобно на разговорите, TED Books са достатъчно дълги, за да се изследва силна идея, но достатъчно кратки, за да бъдат прочетени на един дъх. Инициативата стартирана отново през септември 2014 с първата си книга в печат.
- TEDWomen – поредица от конференции фокусирани върху теми ориентирани за жените, включително въпроси свързани с пола и репродуктивното здраве.